# Campeonato Gaúcho Série B
Il Campeonato Gaúcho Série B è il terzo e ultimo livello calcistico nello stato del Rio Grande do Sul, in Brasile.

## Stagione 2022
- Atlético Carazinho (Carazinho)
- Elite (Santo Ângelo)
- Santo Ângelo (Santo Ângelo)
- São Borja (São Borja)
- Garibaldi (Garibaldi)
- Gramadense (Gramado)
- Marau (Marau)
- Monsoon (Porto Alegre)
- PRS (Porto Alegre)
- Riopardense (Rio Pardo)
- Sapucaiense (Sapucaia do Sul)
- União Harmonia (Canoas)
- Bagé (Bagé)
- Farroupilha (Pelotas)
- Rio Grande (Rio Grande)
- Rio-Grandense (Rio Grande)

## Albo d'oro
| Anno | Campione (città)                           | Vice (città)                               |
| ---- | ------------------------------------------ | ------------------------------------------ |
| 1967 | Grêmio Santanense (Sant'Ana do Livramento) | Ta-Guá (Getúlio Vargas)                    |
| 1968 | Igrejinha (Igrejinha)                      | Elite (Santo Ângelo)                       |
| 1969 | Três Passos (Três Passos)                  | Tupy (Crissiumal)                          |
| 1980 | Igrejinha (Igrejinha)                      | GEPO (Tupanciretã)                         |
| 1981 | Pradense (Antônio Prado)                   | Mundo Novo (Três Coroas)                   |
| 1985 | SC Guarany (Cruz Alta)                     | Rio Grande (Rio Grande)                    |
| 1999 | Guarany FC (Bagé)                          | Canoas FC (Canoas)                         |
| 2000 | Gaúcho (Passo Fundo)                       | Grêmio Santanense (Sant'Ana do Livramento) |
| 2001 | Cachoeira (Cachoeira do Sul)               | Farroupilha (Pelotas)                      |
| 2002 | Ulbra (Canoas)                             | RS Futebol (Alvorada)                      |
| 2003 | Lami (Porto Alegre)                        | Riograndense (Santa Maria)                 |
| 2012 | Aimoré (São Leopoldo)                      | Gaúcho (Passo Fundo)                       |
| 2013 | Tupy (Crissiumal)                          | Nova Prata (Nova Prata)                    |
| 2014 | Rio Grande (Rio Grande)                    | Guarani (Venâncio Aires)                   |
| 2015 | Marau (Marau)                              | Guarany FC (Bagé)                          |
| 2016 | Guarany FC (Bagé)                          | Gaúcho (Passo Fundo)                       |
| 2017 | Internacional B (Porto Alegre)             | Bagé (Bagé)                                |
| 2018 | São Borja (São Borja)                      | Farroupilha (Pelotas)                      |
| 2019 | Guarany FC (Bagé)                          | Brasil de Farroupilha (Farroupilha)        |
| 2020 | Non disputato                              |                                            |
| 2021 | Santa Cruz (Santa Cruz do Sul)             | Gaúcho (Passo Fundo)                       |